# قرار مجلس الأمن التابع للأمم المتحدة رقم 1611

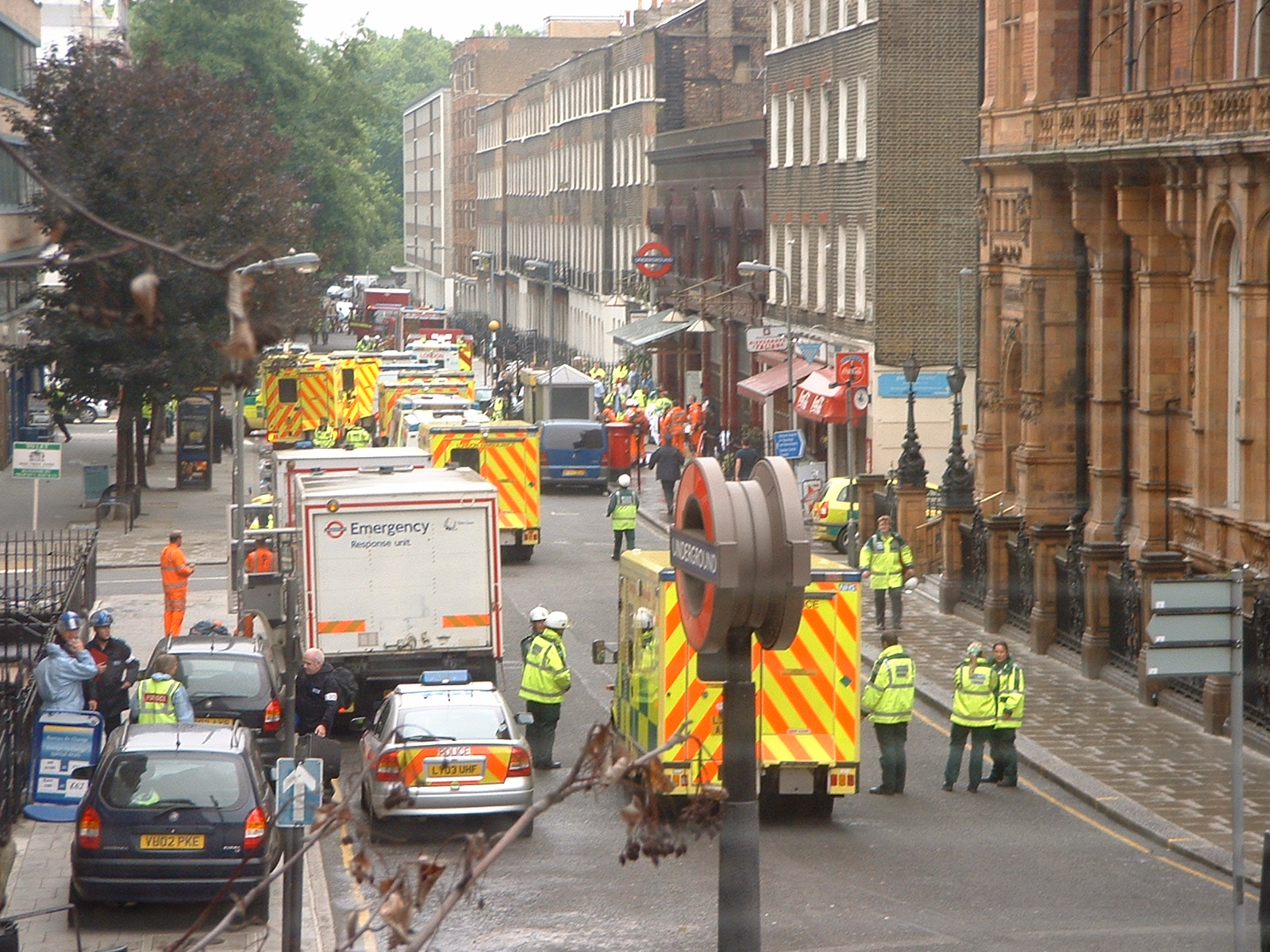
سيارات الإسعاف في ساحة راسل بعد تفجيرات 2005/7/7 ، لندن

قرار مجلس الأمن التابع للأمم المتحدة 1611، المتخذ بالإجماع في 7 تموز / يوليه 2005، بعد إعادة التأكيد على مبادئ ميثاق الأمم المتحدة والقرارين 1373 (2001) و 1566 (2004)، أدان المجلس تفجيرات لندن في 7 تموز / يوليه 2005.
وجدد مجلس الأمن التأكيد على ضرورة مكافحة الأخطار التي تهدد السلم والأمن الدوليين من جراء الأعمال الإرهابية، وأدان التفجيرات التي وقعت في لندن والتي أسفرت عن سقوط العديد من الجرحى والقتلى. وأعربت عن تعاطفها وتعازيها لأسر الضحايا وشعب وحكومة المملكة المتحدة.
ودعا القرار جميع الدول إلى التعاون لتقديم الجناة إلى العدالة وفقًا لالتزاماتها بموجب القرار 1373. واختتم المجلس كلمته بالإعراب عن تصميمه على مكافحة الإرهاب بكافة أشكاله.

## روابط خارجية
- نص القرار في undocs.org